# Подземен водопад
Подземният водопад е вид водопад, намиращ се под земята, обикновено в пещера или мина. Той е често срещана особеност в пещерните системи, където има вертикални или почти вертикални геоложки структури и достатъчен градиент между спускането и издигането. Най-известният подземен водопад е в пещерата Въртоглавика в Словения и е поне 400 метра (1300 фута). Известен пример в Съединените щати е водопадът Руби, висок 44 метра, който е разположен в щата Тенеси. 